# Gogmagog (gigante)

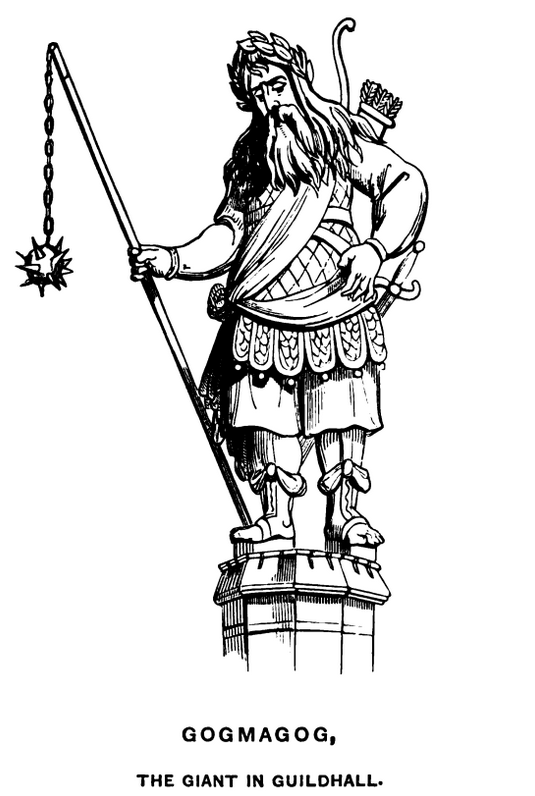
Gogmagog. Ele e Corineus eram um par de figuras expostas no Guildhall, em Londres, esculpidas pelo Capitão Richard Saunders em 1709.

Gogmagog (também conhecido como Goemagot, Goemagog, Goëmagot e Gogmagoc) foi um gigante lendário na mitologia galesa e na mitologia inglesa. De acordo com a História dos reis da Bretanha, de Gedofredo de Monmouth, ele era um dos gigantes que habitavam Albião. Ele foi o último dos gigantes encontrados por Brutus e seus homens em Albião, tendo sido jogado de um penhasco durante uma batalha contra Corineu, o companheiro de Bruto de Troia.
As estátuas de Gogmagog e Crineus eram usadas em cerimônias inglesas e, posteriormente, foram instituídas como estátuas guardiães no Guildhall, em Londres, onde foram batizadas de "Gog e Magog".

## Etimologia
O nome "Gogmagog" é comumente derivado dos personagens bíblicos Gog e Magog, no entanto, Peter Roberts, autor de uma tradução inglesa publicada em 1811 da crônica galesa Brut Tysilio, argumentou que era uma corruptela de Cawr-Madog, também conhecido como "o gigante" ou "grande guerreiro Madog", apoiado pela grafia do nome de Ponticus Virunnius como Goermagog.

## Godofredo de Monmouth
Na lenda da fundação da Grã-Bretanha escrita por Geoffrey de Monmouth (1136), cita que a ilha de Albião já foi habitada por gigantes, contudo, seus números diminuíram gradativamente, restando poucos no periodo em que a historia se passa. Gogmagog foi um desses últimos gigantes, e foi morto por Corineu (um membro dos colonizadores troianos liderados por Bruto), onde posteriormente, recebeu um pedaço de terra que foi chamado de "Cornualha" em sua homenagem.
A lenda detalha o encontro da seguinte forma:

Gogmagog, acompanhado por vinte companheiros gigantes, atacou o assentamento troiano e causou uma grande matança, no entanto, os troianos se recuperaram e mataram todos os gigantes, exceto "um monstro detestável chamado Gogmagog, com doze côvados de altura e força tão prodigiosa que, com um golpe, arrancou um carvalho como se fosse uma vara de avelã". Gogmagog foi capturado para que Corineus pudesse lutar com ele, e no decorrer do confronto, o gigante quebra três costelas de Corineu, o que o deixa tão furioso, que o faz pegar o gigante e o carregar nos ombros até o topo de um penhasco. de onde joga o gigante no mar. O local da queda ficou conhecido como "Salto de Gogmagog" para a posteridade.

O arcebispo Michael Joseph Curley sugere que Godofredo de Monmouth pode ter sido inspirado pelo gigante Anteu na Farsália de Lucano, que foi derrotado por Hércules em uma luta, por ter sido levantando da terra, que lhe fornecia sua força.

## Versões posteriores
O combate de Gogmagog com Corineus, de acordo com Geoffrey, foi repetido no Brut anglo-normando, de Wace, e no Brut em inglês médio, de Layamon. Como o trabalho de Geoffrey foi considerado um fato até o final do século XVII, a história continuou a aparecer na maioria das primeiras histórias da Grã-Bretanha, onde alguns expandiram a História, como o Architrenius de João de Hauville (c. 1184), que descreve Gogmagog como "a altura imponente dos doze côvados de Gemagog, precipitando-se sobre eles, foi suficiente para aterrorizar os troianos, até que ele foi derrubado pelos membros fortes de Corineu", e continua dizendo:
[Britain] provided a home only for a few Titans, whose garments came from the damp bodies of wild beasts, who drank blood from goblets of wood, who made their homes in caves, their beds out of brush, their tables from rocks. Hunting gave them food, rape served for love, slaughter was their entertainment. Brute strength was their law, madness their courage, impulsive violence their warfare. Battle was their death, and thickets were their tombs. The whole land complained of these mountain-dwelling monsters, but they were for the most part the terror of the western region, and their mad ravages most afflicted you, Cornwall, uttermost threshold of the west wind. It was the might of Corineus, ever ready for battle, that drove these creatures headlong into Avernos. In a Herculean struggle he lifted Gemagog, twelve cubits tall, on high, then cast his Antaean enemy from a rock into the sea. Drunken Thetis drank the stream of blood he gave forth. The sea scattered his limbs; Cerberus received his shade.
O conto dos ancestrais de Gogmagog foi composto no final do século XIV, e ficou conhecida como a "história de Albina" (ou Des Grantz Geanz), onde afirmava que Gogmagog era um gigante descendente de Albina e suas irmãs, trinta filhas do rei da Grécia exiladas na terra que mais tarde seria conhecida como "Albion". Esta história foi adicionada como um prólogo para versões posteriores de Brut.
De acordo com a versão em prosa em inglês médio do Brut, conhecida como Crônicas da Inglaterra, Albina era filha do rei sírio chamado Diodicias, de quem Gogmagog e Laugherigan e os outros gigantes de Albion descendem. Esses gigantes viveram em cavernas e colinas até serem conquistados pelo grupo de Brutus que chegou em "Tottenesse" (Totnes, Devon).

Poly-Olbion, de Michael Drayton, também preserva a história:

Amongst the ragged Cleeves those monstrous giants sought:

Who (of their dreadful kind) t'appal the Trojans brought

Great Gogmagog, an oake that by the roots could teare;

So mighty were (that time) the men who lived there:

But, for the use of armes he did not understand

(Except some rock or tree, that coming next to land,

He raised out of the earth to execute his rage),

He challenge makes for strength, and offereth there his gage,

Which Corin taketh up, to answer by and by,

Upon this sonne of earth his utmost power to try.